# 1888 Zu Chong-Zhi
1888 Zu Chong-Zhi è un asteroide della fascia principale. Scoperto nel 1964, presenta un'orbita caratterizzata da un semiasse maggiore pari a 2,5456312 au e da un'eccentricità di 0,1686047, inclinata di 5,85184° rispetto all'eclittica.
L'asteroide è dedicato al matematico cinese Zu Chongzhi.